# УС Кремонезе
Унионе Спортива Кремонезе (на италиански: Unione Sportiva Cremonese) e италиански футболен отбор от град Кремона, състезаващ се в Серия Б. Основан през 1903 година. Домашните си срещи провежда на стадион „Джовани Дзини“, с капацитет 20 641 зрители. В Серия А Кремонезе е 7 сезона, последният през 1995/96.

## Успехи

### Национални
- Серия C1: 1

2004-2005
- Серия C: 3

1935-1936, 1941-1942, 1976-1977
- IV Серия: 1

1953-1954
- Серия Д: 2

1967-1968, 1970-1971

### Международни
- Англо-Италианска купа: 1

1992-1993

### Регионални
- Промоция: 1

1913-1914
- Купа на провинция Ломбардия: 1

1919

## Известни играчи
- Джон Алоизи
- Еваристо Барера
- Густаво Дезоти
- Джон Менса
- Пиетро Аркари
- Джанлука Виали
- Антонио Кабрини
- Енрико Киеза
- Джакомо Лодзи
- Атилио Ломбардо
- Джакомо Мари
- Валтер Новелино
- Ренато Олми
- Пиетро Пазинати
- Чезаре Прандели
- Джузепе Фавали
- Владислав Жмуда
- Матиаж Флориянчич
- Рубен Да Силва
- Андерс Лимпар

## Известни треньори
- Джузепе Галдеризи
- Джампиеро Марини
- Луиджи Симони

## Български футболисти
- Красимир Чомаков: 2007/09 - (33 мача - 3 гола)
- Радослав Кирилов: 2014/15 (наем) - (23 мача - 4 гола)
- Валентин Антов: 2023/- (наем) - (61 мача - 2 гола)